# 鶴田誠
鶴田 誠（つるだ まこと、1965年 - ）は、日本の弦楽器製作家、古楽器修復家、弦楽器演奏家。グラフィックデザイナー、及びWeb系を含むユニバーサルなインターフェース重視のプログラマーとしても知られている。

## 経歴
鹿児島県薩摩川内市出身（祖先は士族）。鹿児島県立川内商工高等学校電気科を卒業後、日本工学院専門学校電子工学科で、第一級無線技術士、高等学校一級理科、中学校二級技術教員免許を取得し、1986年東京工科大学技術職員、1989年日本工学院八王子専門学校教師となる。立教大学非常勤講師などを歴任。インターネット黎明期よりフリーウエア・シェアウエア作家として活動し始め、主にMacintosh向けのアプリケーションを数多く世に出した。1995年から公開したCRANE HomePageで、ギター、ウクレレ、マンドリン、リュート等の製作資料・楽器図面の無料配布を行い、個人製作家や部品・素材等に関連するリンク集を構築。独特のユーモアに満ちた語り口と様々なこだわりが国内外の広い世代の人気を得た。このサイトは弦楽器製作分野における国際的なオープンソースの先駆けとなった。2001年立教大学兼任講師。2003年京都精華大学登録講師。弦楽器製作工房「アトリエCRANE」代表。木製のスペイン式カポタストの製作家としても国際的に知られる。American Lutier（アメリカ弦楽器製作組合）会員、応用物理学会、日本映像学会、会員。
本名は「つるだ」であるが、海外のサイトでは発音の都合によりTsurutaと記されることが多い。東日本大震災の年、弦楽器工房の収益と自作銅版画作品、自らのデザインTシャツなど1年間の利益の全てを被災者への義援金として寄付している。父が国鉄職員であった関係で同じ年に三陸鉄道の南北のリアス線にそれぞれ枕木を寄付している。
2006年から弦楽器のガット(羊腸)弦の共同購入など羊腸弦の普及と歴史的な張力の実践と普及に尽力。2005年2月にはホセ・ベネディット/Joseph Benedidの６コースギター(1812年)とマティアス·ホセ·マエストロの音楽帖(1786年編纂)を入手、自身で修復と演奏を行いCDを発表。2008年に6コースのJoseph Benedidの歴史的に忠実なレプリカを製作。2012年に鬱病と診断され活動を中断するも闘病生活を克服し、2015年7月から音楽家の井上景らの協力によりマティアス·ホセ·マエストロの音楽帖の全ページを公開（印刷用データ含む無償ダウンロード）。後半のフルート向けプレリュード集は世界初公開。
スペイン式カポタストの製作家としても国際的に知られている。

## 主な弦楽器製作と修復
- 2002年 独自のコンセプトモデルシリーズ（Concept-n）の製作と発表を開始
- 2004年 イングリッシュギターの機械式糸巻き復刻
- 2004年 浜松市楽器博物館レクチャーコンサート（竹内太郎）に修復したシターンを提供
- 2005年 ６複弦ギター Joseph Benedid スペイン（カディス）修復
- 2010年 糸井重里ほぼ日刊イトイ新聞主催の作品大賞にスペイン式カポタストを出品、応募作品約3100点中ファイナリスト選出。

### 展示会への出品
- 1999年10月日本弦楽器製作者協会 「弦楽器フェア」東京・科学技術館
- 2000年10月日本弦楽器製作者協会 「弦楽器フェア」東京・科学技術館
- 2000年 2月 徳島ギター協会10周年記念展示会
- 2001年10月日本弦楽器製作者協会「弦楽器フェア」
- 2002年10月第7回 アコースティックファンフェアー(AFF) 名古屋 刈谷
- 2004年10月第8回 アコースティックファンフェアー(AFF) 名古屋 刈谷
- 2005年2月 第1回 TOKYOハンドクラフトギターフェス(THGF)
- 2006年10月第9回 アコースティックファンフェア(AFF) 名古屋 セントレア空港
- 2007年2月第3回 TOKYOハンドクラフトギターフェス(THGF)
- 2008年2月第4回 TOKYOハンドクラフトギターフェス(THGF)
- 2009年2月第5回 TOKYOハンドクラフトギターフェス(THGF)
- 2010年2月第6回 TOKYOハンドクラフトギターフェス(THGF)

## アプリケーション開発
- TSULTRA ChakMero：携帯電話の着信メロデイ作成ソフト
- TSULTRA HTML SET：ホームページ作成のためのHTML2.0とHTML3.2のサンプル集
- TSULTRA Zarzuela：4チャンネルのハードディスクレコーダMTR（フリーウエアのマルチトラックレコーダ）
- TSULTRA Tarrega：実際のギターの音をサンプリングしたギターシミュレータ
- TSULTRA Albeniz：録音・再生・打ち込み・編集のできるピアノシミュレータ
- TSULTRA View：テキスト、サウンド、イメージ、動画などのマルチファイルビューア
- TSULTRA Health：BMIによる、太りぐあい／やせぐあいの判定ソフト
- TSULTRA FTP：著書「CGIちょ〜入門」に収録したWebライブカメラ用のAppleScript
- TSULTRA TEXT：Macintosh用のテキストエディタ(簡易ワープロソフト)
- TSULTRA IMAGE：著作権フリーの写真素材パッケージ。約90枚。
- TSULTRA Access：ホームページアクセスを制限するWWWブラウザ用プラグイン(SWF)
- TSULTRA CGI：ホームページアクセスを制限するPerlのCGIプログラム
- TSULTRA FRET CGI：弦楽器のフレット計算（フレッチング）自動算出ソフト

## 受賞歴
- 1997年6月12日「Hyper音楽教室」郵政省後援 CATVインターネットホームページコンテスト優秀賞[6]

## 著書・論文
- 鶴田誠『ズバリ合格!第1種情報処理試験問題集'94』(1993/11)（監修）ナツメ社、ISBN 978-4816316081
- 鶴田誠『CGIちょ〜入門―すぐに使えるスクリプト]』 (1997/11) 広文社、ISBN 978-4905999645
- 鶴田誠『DIRECTOR7 ビギナーズバイブル』(1999/05) 広文社、ISBN 978-4877780050
- 鶴田誠『HTMLちょー入門]』(1999/11) 広文社、ISBN 978-4877780173
- 鶴田誠『CGIちょ〜入門―すぐに使えるスクリプト改訂新版』(2000/06) 広文社、ISBN 978-4877780388
- 鶴田誠『ウェブデザイン技能検定３級対策問題集』（共著）(2009)、ウイネット、ISBN 978-4872846300
- 鶴田誠『10年後も「定番」いい音を選ぶ MOOK21』(2006/12/1)、共同通信社, p.110-117 19世紀ギターの21世紀（蘇るヴァーチュオーゾ）ISBN 978-4764130852　記事掲載ページは、撮影・DTP版組・付属音源CD制作・演奏（共演者出演交渉も）・録音・編集を本人が行っている。
- 鶴田誠『ウクレレ・ブック(シンコーミュージックMOOK』(2010/5/26) p66-69,p77-80 5弦ウクレレ製作記事等　ISBN 978-4401748204
- Makoto Tsuruta,” Research on Fabricatore Family“論文(2003/02)[7][8]

## 音楽CD
- 「18世紀スパニッシュギターの芸術」ホセ・マシアス・マエストロ音楽帖(1786年)、シフラの曲集(18世紀末) より
- 「DIVERTIMENTO」Makoto Tsuruta plays OSWALD with PRESTON guittar ジェイムズ・オズワルド (1710-1769)より

## 紹介記事等

### テレビ出演
- 2001年08月29日放送 TBSテレビ-BS「LIVE! LOVE! EVE!」（弦楽器修復家として）
- 2001年09月17日放送 NHK教育テレビ「10minボックス」（弦楽器演奏家として）2005年以降は海外でも翻訳されて放送（2005/9 Qatar Children Channelなど）。
- 2002年12月 CBC放送 「KING OF INDIES〜侍デリカテッセン」（後に「KING OF INDIES〜侍食堂」）
- 2009年04月01日放送 NHK総合 「ためしてガッテン」

### 雑誌記事
- 2003年1月「The Ukulele Occasional」米国誌/ウクレレ研究会（ツインネック・ハープウクレレ）[9]
- 2003年5月「Acoustic Guitar Magazine」米国誌 en:Tim Sparksのリポート（Martin-O STYLE ）
- 2005年8月「日経トレンディ」男一人のプチ夏休み　編曲楽譜(TAB)掲載他
- 2006年12月「季刊analog」音元出版P.141-143　楽器修復について
- 2006年3月「LA GUITARE」Tome 1, Paris 1650-1950 Sinier de Ridder / Publication for Mondomusica　p.5他誌中随所